# Кети
Ке́ти, кет (самоназва — «людина») — корінний нечисленний народ Сибіру.
Назва «кети» походить від «кет» — «людина». Утвердилась в російській мові з початку XX сторіччя. До цього кети були відомі під найменуванням «остяки», «єнісейські остяки», «єнісейці». Серед немолодої частини населення зустрічається ще одна стара самоназва — «остиган».

## Чисельність
Кети — один з найменших за розміром етносів Півночі. Проте в останні десятиліття офіційно реєструється зростання чисельності з 1084 осіб у 1989 році до 1494 у 2002.
Згідно з всеукраїнським переписом населення у 2001 році, в Україні на той час проживало 40 кетів.
Чисельність кетів у Росії/Російській імперії/СРСР:

## Територія, розселення

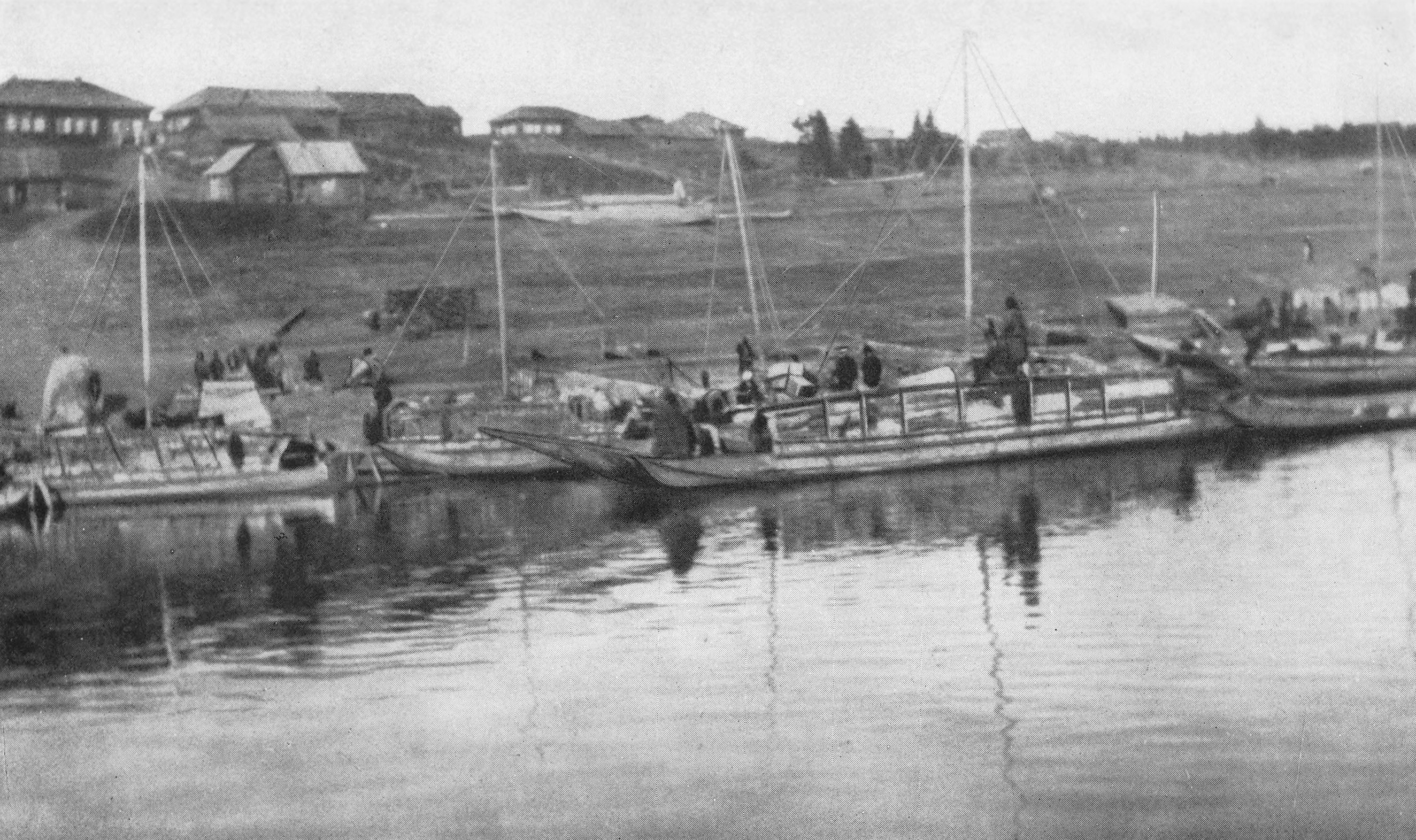
Човни-будинки

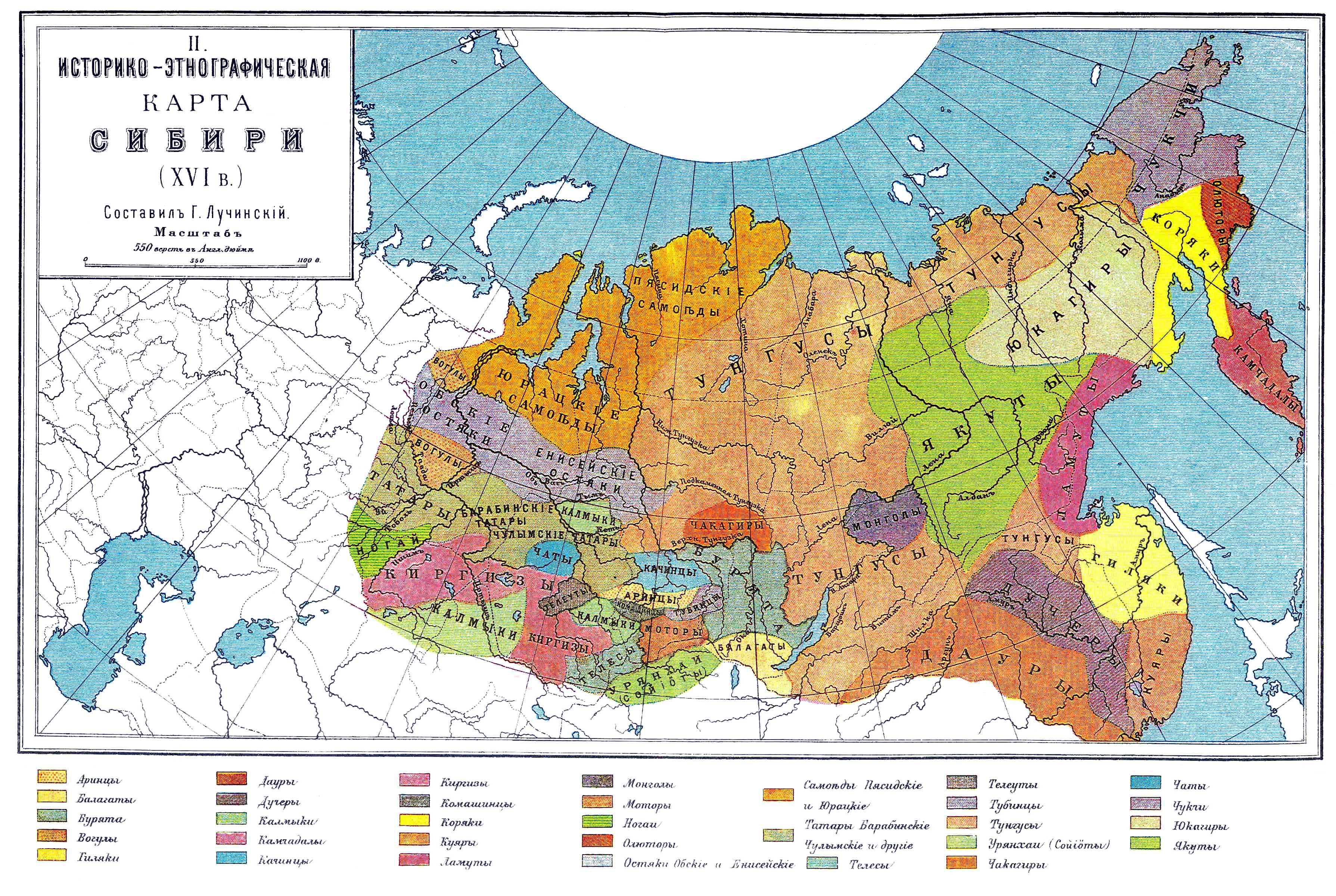
Територія розселення кетів (єнісейських остяків) на етнічній мапі Сибіру в XVI ст. до експансії Російської держави. Карта бл. 1900 р.

На початку 17 століття кетські племена займали велику територію по річках Кан (права притока Єнісею), Усолка, Она (лівобережжя низов'я Ангари), по Єнісею від сучасного Красноярська до гирла річки Туби. На першу половину 19 століття майже всі вони втратили свою мову, злившись з росіянами, евенками, з предками сучасних хакасів. І лише найпівнічніші кети, ті, що жили нижче по Єнісею і його притоках Касу, Симу, Дуб-чесу, Елогую і Вахті зберегли свою мову і етнічні ознаки.
На початок XXI століття основна частина кетів (994) живе в Туруханському, Північноєнісейському і Єнісейському районах Красноярського краю, а також в Байкитському районі Евенкійського автономного округу.
Вони зосереджені в основному в 13 селах. Живуть спільно з росіянами, селькупами, евенками та іншими народами. У селах Келлог, Фарково, Мадуйка і Радянська Річка вони складають більшість. У селищах Сургутіха, Баклані-ха, Горошиха їхня частка становить близько 30 %. У інших селах їхня частка становить від 5 до 15 %.

## Антропологічна характеристика
У антропологічному відношенні кетів відносили до уральського типу, що поєднує в собі європеоїдні і монголоїдні риси. Проте подальше вивчення дозволило виділити кетів в самостійний єнісейський тип.
Генетично в кетах домінує (90 %) гаплогрупа Q, поширена майже виключно серед американських індіанців. В Європі найвища частка Q саме в українців (до 10-12 %) і в казанських татар (волзьких булгар).

## Мова
Говорять кетською мовою, останньою мовою єнісейської сім'ї мов, що збереглася.
Діалекти: імбатський, симський які значно відрізняються один від одного в області фонетики, морфології і лексики. Деякі дослідники навіть вважають їх окремими мовами. Переважна частина сучасних кетів говорить імбатським діалектом, який підрозділяється на говори.
Кетська мова належить до ізольованих серед мов всіх інших народів Сибіру. Деякі лінгвісти вказують на загальні риси в основних принципах її побудови з деякими мовами кавказьких горян, басків і північноамериканських індіанців.
Всі сучасні кети вільно розмовляють російською мовою, деякі знають селькупську і евенкійську мови.

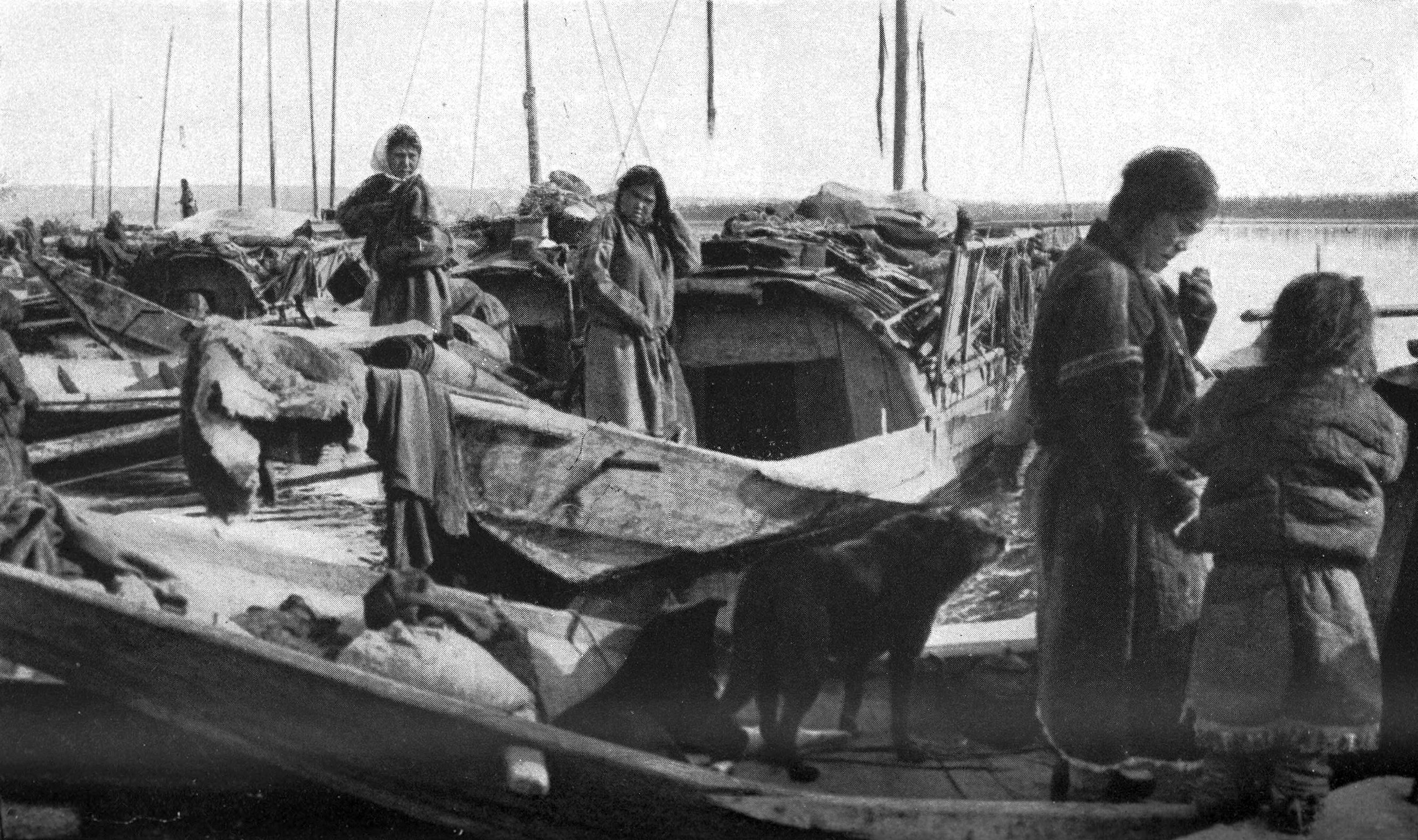
Човни-будинки

## Історія
Заведено вважати, що предки сучасних кетів сформувалися в епоху бронзи на півдні межиріччя Обі і Єнісею в результаті змішання європеоїдів Південного Сибіру зі стародавніми монголоїдами. Приблизно у 1 тисячолітті нової ери вони вступили в контакти з тюркським і самодійсько-угромовним населенням і в результаті міграцій опинилися на Єнісейській Півночі.